# Tabanus pingbianensis
Tabanus pingbianensis är en tvåvingeart som beskrevs av Liu 1981. Tabanus pingbianensis ingår i släktet Tabanus och familjen bromsar. Inga underarter finns listade i Catalogue of Life.